# .tv
.tv er et nationalt topdomæne der er reserveret til Tuvalu. Domænet er specielt populært mellem hjemmesider, som er fjernsynsrelateret, og er også en stor del af øen Tuvalus indkomst.
| Nationale topdomæner | Spire Denne artikel om nationale topdomæner er en spire som bør udbygges. Du er velkommen til at hjælpe Wikipedia ved at udvide den. |